# 1985-ös magyar teniszbajnokság
Az 1985-ös magyar teniszbajnokság a nyolcvanhatodik magyar bajnokság volt. A bajnokságot szeptember 15. és 22. között rendezték meg Budapesten, a Dózsa margitszigeti teniszstadionjában.

## Eredmények
| Versenyszám  | Arany                                           | Arany | Ezüst                                                | Ezüst | Bronz                                              | Bronz |
| ------------ | ----------------------------------------------- | ----- | ---------------------------------------------------- | ----- | -------------------------------------------------- | ----- |
| Férfi egyéni | Zentai Ferenc Újpesti Dózsa                     |       | Kiss Sándor Bp. Spartacus                            |       | Lázár Vilmos MTK-VM                                |       |
| Női egyéni   | Bartos Csilla Bp. Spartacus                     |       | Rózsavölgyi Éva Újpesti Dózsa                        |       | Búza Lilla Újpesti Dózsa                           |       |
| Férfi páros  | Kiss Sándor, Guti János Bp. Spartacus           |       | Lázár Vilmos, dr. Zsiga László MTK-VM, Újpesti Dózsa |       | Csépai Ferenc, Zentai Ferenc MTK-VM, Újpesti Dózsa |       |
| Női páros    | Bartos Csilla, Szikszay Réka Bp. Spartacus      |       | Rózsavölgyi Éva, Kowaczics Rita Újpesti Dózsa        |       | Hanák Beatrix, Ried Ágnes Vasas SC, MTK-VM         |       |
| Vegyes páros | dr. Zsiga László, Rózsavölgyi Éva Újpesti Dózsa |       | Szikszay Attila, Szikszay Réka Bp. Spartacus         |       | Tóth Ferenc, Mohácsi Mónika Vasas SC               |       |